# Manuel Campos
Manuel Campos (10 de octubre de 1979), destacado deportista costarricense de la especialidad de halterofilia quien fue campeón de Centroamérica y del Caribe en Mayagüez 2010.

## Trayectoria
La trayectoria deportiva de Manuel Campos se identifica por su participación en los siguientes eventos nacionales e internacionales:

### Juegos Centroamericanos y del Caribe
Fue reconocido su triunfo de ser el primer deportista con el mayor número de medallas de la selección de  Costa Rica 
en los juegos de Mayagüez 2010.

#### Juegos Centroamericanos y del Caribe de Mayagüez 2010
Su desempeño en la vigésima primera edición de los juegos, se identificó por ser el ducentésimo octogésimo séptimo deportista con el mayor número de medallas entre todos los participantes del evento, con un total de 3 medallas:
- , Medalla de plata: 100 kg
- , Medalla de plata: 100 kg Envión
- , Medalla de bronce: 100 kg Arrancada